# Indiamba malkini
Indiamba malkini är en insektsart som först beskrevs av Jin, Xingbao 1993.  Indiamba malkini ingår i släktet Indiamba och familjen vårtbitare. Inga underarter finns listade i Catalogue of Life.